# Зайончково-Фольварк
Зайончково-Фольварк (пол. Zajączkowo-Folwark) — село в Польщі, у гміні Бакалажево Сувальського повіту Підляського воєводства.
Населення — 51 особа (2011).
У 1975-1998 роках село належало до Сувальського воєводства.

## Демографія
Демографічна структура станом на 31 березня 2011 року:
|          | Загалом | Допрацездатний вік | Працездатний вік | Постпрацездатний вік |
| -------- | ------- | ------------------ | ---------------- | -------------------- |
| Чоловіки | 28      | 9                  | 16               | 3                    |
| Жінки    | 23      | 4                  | 16               | 3                    |
| Разом    | 51      | 13                 | 32               | 6                    |